# Nâzım Hikmet
Nâzım Hikmet Ran (prononcé [na:.ˈzɯm hicˈmet]), né le 21 novembre 1901 à Salonique et mort le 3 juin 1963 à Moscou, est un poète turc, puis citoyen polonais, qui a longtemps été exilé à l'étranger pour avoir été membre du Parti communiste de Turquie.
Son grand-père paternel, Mehmed Nâzım Pacha, était le gouverneur de Salonique, libéral et poète. Son père, Hikmet, diplômé du lycée de Galatasaray (qui s'appelait alors Mekteb-i Sultani) était fonctionnaire. Sa mère, Celile Hanım, linguiste et pédagogue, fille d'Hasan Enver Pasha (tr), parlait français, jouait du piano et peignait.

## Biographie
Nâzım Hikmet naît le 21 novembre 1901,. Il est l'une des plus importantes figures de la littérature turque du XXe siècle, et l'un des premiers poètes turcs à utiliser des vers libres comme le fit Orhan Veli. Hikmet est devenu, de son vivant, l'un des poètes turcs les plus connus en Occident et ses travaux ont été traduits dans plus de cinquante langues.
Cependant, dans son propre pays, il fut condamné pour marxisme et demeura en Turquie, même après sa mort, un personnage controversé. Il passa quelque quinze années en prison et baptisa la poésie « le plus sanglant des arts ». Ses écrits soulignent la critique sociale.
Nâzım Hikmet est né à Salonique (actuellement Thessalonique en Grèce). Par son père il est d'origine turque. Par sa mère il est d'origine allemande, polonaise et géorgienne. Dès 1913 il écrit son premier poème Le cri de la Patrie. Il étudie brièvement au lycée francophone Galatasaray à Istanbul et entre en 1915 à l'école navale turque jusqu'en 1919 où il est réformé après son premier embarquement en raison de son état de santé. Son premier poème est publié en 1918 dans la revue Yeni Mecmua, intitulé Pleurent-ils aussi sous les cyprès ?. Ses parents divorcent en 1919.

### L'engagement politique
Le 31 octobre 1920, Nâzım et son ami Vâlâ Nûreddin quittent Istanbul pour rejoindre le mouvement indépendantiste conduit par Mustafa Kemal Atatürk à Ankara. Pendant ce voyage à pied de trente-cinq jours, Nâzım Hikmet est confronté à la « réalité anatolienne » et aux conditions de vie des paysans.
À la suite d’un entretien avec Mustafa Kemal et le pacha Ali Fuat Cebesoy, oncle de Nâzım, ils sont envoyés à Bolu, une ville entre Ankara et Istanbul, pour enseigner dans un lycée. Ils y restent une année scolaire puis partent en 1921 vers l’Union soviétique via la mer Noire et Batoumi. Au cours de ce voyage Hikmet écrit son premier poème en vers libres Les pupilles des affamés. Nâzım et Nureddin suivent des études de sociologie à l’Université communiste des travailleurs d’Orient (KUTV) à Moscou, à partir de 1922.
En 1924, à la suite de la proclamation de la République de Turquie dont Atatürk est devenu président, Nâzım Hikmet retourne à Istanbul. Il est membre du Parti communiste turc clandestin, et travaille pour une courte durée à Izmir pour le quotidien Aydınlık (en).

### La période en Azerbaïdjan

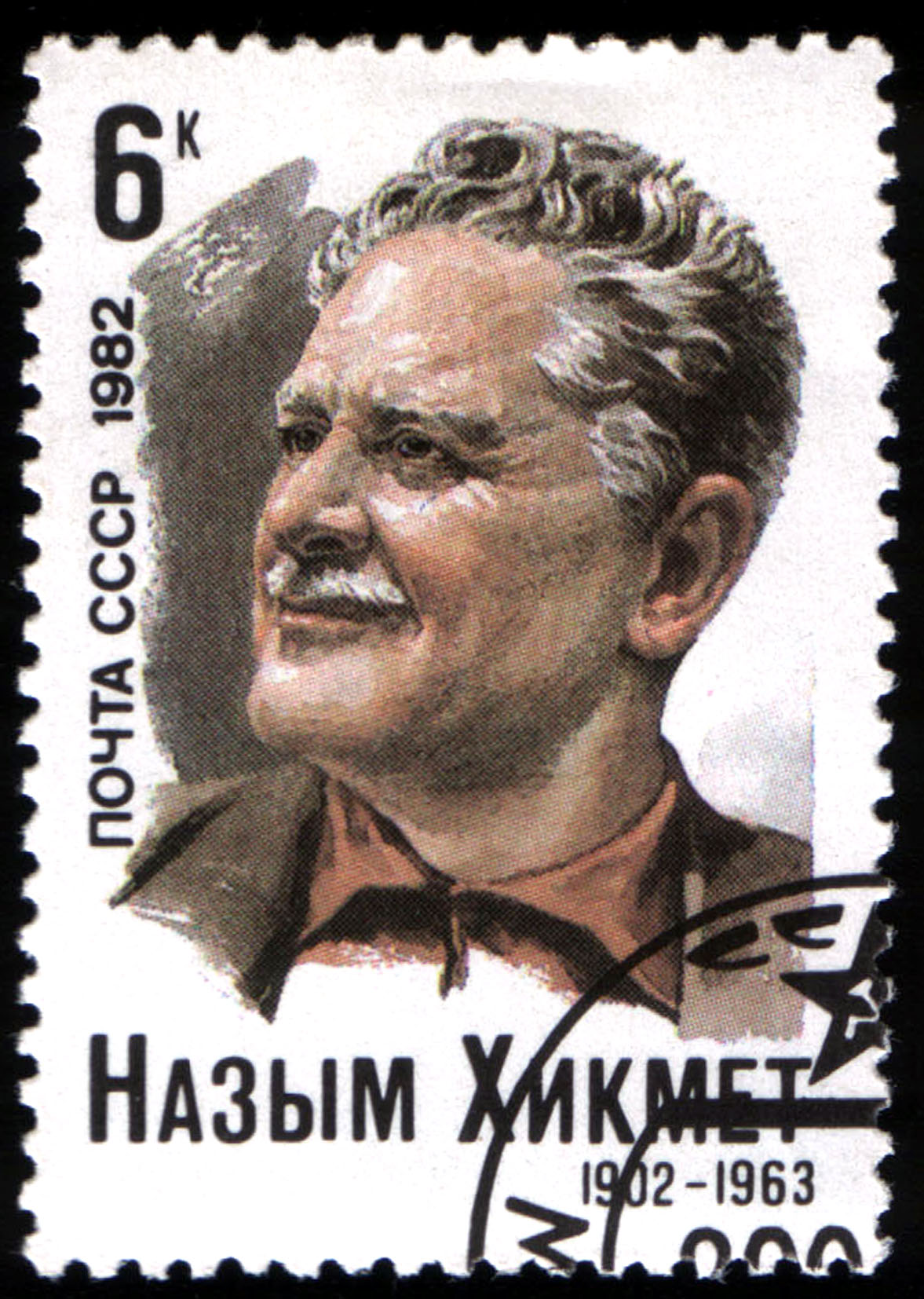
Hommage à Nâzım Hikmet sur un timbre soviétique de 1982.

Nâzım Hikmet repart secrètement une année plus tard, en 1925, pour Bakou en République socialiste soviétique d'Azerbaïdjan. Le 1er mai 1925 il est condamné par la Turquie à quinze ans de prison pour distribution de tracts, peine abrogée avec l’amnistie du 29 octobre 1926. Il publie son premier recueil de poèmes en turc à Bakou en 1928 : Chanson de ceux qui boivent le soleil, et écrit des articles pour des journaux et des périodiques, des scénarios et des pièces. Le 16 janvier 1928, les membres du Parti communiste en Turquie sont arrêtés et Nâzım est jugé et condamné à trois mois de prison par contumace.

### Le retour en Turquie
Il est arrêté en février 1928 à Hopa à la frontière géorgienne au moment où il revient clandestinement en Turquie : enfermé d'abord à la prison de Hopa, puis de Rize, il est ensuite transféré a la prison d’Istanbul. Il est libéré le 23 décembre 1928.
En juin 1929, il commence la campagne Détruisons les idoles dans le magazine progressiste Resimli ay. En juin 1930, le label américain Columbia Records sort un disque des poèmes de Nâzım lus par lui-même : Le Saule pleureur et Mer Caspienne. En juin 1931, trois de ses poèmes sont traduits en français et publiés dans la revue Bifur à Paris.
Le 18 mars 1933, il est placé en garde à vue pour délit de propagande communiste à la suite de la publication du livre Le Télégramme est arrivé la nuit. Le 31 mai, il est interpellé pour avoir participé à la création d’un réseau communiste en vue de renverser le régime en place et est incarcéré à la prison de Bursa. Fin juillet, il est condamné à six mois de prison dans l’affaire Le Télégramme est arrivé la nuit. La même année, il est aussi condamné à douze mois d’emprisonnement pour un autre poème et à cinq ans de prison à l’issue du procès du Parti communiste. Il est finalement libéré le 4 août 1934 grâce à la loi d'amnistie générale pour le 10e anniversaire de la République.
Trois poèmes de Nâzım Hikmet sont publiés dans un manuel d’Histoire de la littérature contemporaine pour classes de terminale préparé par Mustafa Nihat Özön en 1934. En 1935, la direction de la presse et de l'information de Turquie inclut quelques-uns de ses poèmes dans une anthologie publiée en français, Les Écrivains turcs d’aujourd’hui.

### Les années de prison et l'exil
Nâzım Hikmet est arrêté à Istanbul en décembre 1936 pour propagande communiste, et libéré un mois plus tard sous caution. Le 21 juin, Nâzım et ses amis sont acquittés lors du procès pour propagande communiste.
Le 17 janvier 1938, il est arrêté cette fois pour « incitation à la révolte des cadets » et est transféré à la prison d’Ankara, puis condamné à 28 ans et 4 mois de prison. Il passe les douze années suivantes en prison, période pendant laquelle il se marie en deuxièmes noces avec Münevver Andaç.
En 1939 à la prison d’Istanbul, Hikmet commence à rédiger Épopée de la guerre d’Indépendance. En 1940 il est transféré à la prison de Çankırı avec le jeune écrivain Kemal Tahir, puis à la prison de Bursa où il commence à rédiger en 1941 Paysages Humains.
À l’initiative de l’Union des jeunes turcs progressistes, un comité pour la libération de Nâzım est créé à Paris, présidé par Tristan Tzara et soutenu par plusieurs intellectuels français comme Jean-Paul Sartre, Pablo Picasso, Paul Robeson, Louis Aragon, ou Charles Dobzynski. En 1949 et 1950 l’Association internationale des juristes de Bruxelles ainsi que des intellectuels turcs écrivent au président de la République et au président du Parlement pour la libération de Nâzım Hikmet.
Le 8 avril 1950 Hikmet commence sa première grève de la faim à la prison de Bursa, il est transféré dès le lendemain à la prison d’Istanbul. Il suspend sa grève à cause de son état de santé sur demande des médecins, mais la reprendra le 2 mai 1950.
Le même mois, sa mère Celile Hanım lance une pétition à Istanbul, les étudiants turcs publient un hebdomadaire intitulé Nâzım Hikmet, et les poètes du mouvement Garip Orhan Veli, Melih Cevdet et Oktay Rifat entament une grève de la faim en solidarité avec le poète. Le 19 mai, Nâzım met fin à sa grève et il est libéré le 15 juillet à la suite d'une amnistie générale accordée par le nouveau gouvernement démocrate (DP) arrivé au pouvoir le 14 mai 1950.
Après un séjour ininterrompu en prison de plus de 12 ans, Nâzım Hikmet aura donc cumulé près de 15 années d'enfermement.
Mais le 8 juin 1951, à l’âge de 49 ans, il est appelé par l’armée turque pour effectuer son service militaire (alors qu’il est malade et déjà diplômé d’une école militaire). Le 17 juin, laissant sa femme Münevver et son fils Mehmet qui vient de naître, Nâzım Hikmet quitte clandestinement la Turquie et arrive à Moscou le 29 juin 1951. Le 25 juillet 1951, il est déchu de sa citoyenneté turque par décision du Conseil des ministres.
Nâzım Hikmet reçoit le prix international de la paix en 1955 avec Pablo Picasso, Pablo Neruda, Paul Robeson et Wanda Jakubowska.
Il termine sa vie en exil comme citoyen polonais. La nationalité turque lui est rendue de façon posthume le 5 janvier 2009, à la suite d'un conseil des ministres reconnaissant que « les crimes dont on l'accusait alors ne sont plus considérés aujourd'hui comme tels ».

Il meurt d'une crise cardiaque à Moscou le 3 juin 1963, et est enterré au prestigieux cimetière de Novodevitchi, bien que dans un poème testament il écrivît : 

« Enterrez-moi en Anatolie, dans un cimetière de village
Et si possible, un platane au-dessus de moi suffit. »

## Hommage
L’Unesco célèbre, chaque 21 mars, la journée mondiale de la poésie. En 2002, la journée mondiale de la poésie était un hommage à Nâzım Hikmet : 

« Mes frères,
En dépit de mes cheveux blonds,
Je suis Asiatique,
En dépit de mes yeux bleus,
Je suis Africain… »

## Livres traduits enfrançais
Les livres disponibles :

- Ceci est un rêve suivi de Ferhad et Sirin et Ivan Ivanovitch a-t-il existé ?, traductions Noémie Cingöz et Nicole Maupaix, Théâtre, l'Espace d'un instant, Paris, 2005,  (ISBN 2-915037-19-1).
- Il neige dans la nuit et autres poèmes, traduction de Münevver Andaç et Guzine Dino, Poésie/Gallimard, Paris, 1999.
- Nostalgie de Nâzım Hikmet, trad. Münevver Andaç, Fata Morgana, Paris, 1989.
- Pourquoi Benerdji s'est-il suicidé ? Éditions de Minuit, Paris, 1980.
- C'est un dur métier que l'exil..., Le Temps des Cerises, Paris, 1999.
- La vie est belle mon vieux, coll. « Littératures étrangères », Parangon, Paris.
- Il neige dans la nuit, Parangon, Paris.
- De l'espoir à vous faire pleurer de rage, Parangon, Paris.
- Paysages humains, Parangon, Paris.
- Il neige dans la nuit et autres poèmes de Nâzım Hikmet, et al. Poche (1999)

### Un poète militant (extrait dePromenade du soir)
« Bakkal Karabet'in ışıkları yanmış

Affetmedi bu Ermeni vatandaş

Kürt dağlarında babasının kesilmesini.

Fakat seviyor seni,

Çünkü sen de affetmedin

Bu karayı sürenleri Türk halkının alnına. »

« Les lampes de l'épicier Karabet sont allumées,

Le citoyen arménien n'a jamais pardonné

Que l'on ait égorgé son père

Sur la montagne kurde

Mais il t'aime,

Parce que toi non plus tu n'as pas pardonné

À ceux qui ont marqué de cette tache noire

Le front du peuple turc. »

## Sa vie littéraire
Nâzım Hikmet a publié ses premiers poèmes composés selon le rythme syllabique, dans les revues telles que Yeni Mecmua, İnci, Ümit et Premier Livre, Deuxième livre publiés par Celal Sahir (Erozan). Il a obtenu le premier prix de poésie avec son poème intitulé « Bir dakika » (Une Minute) lors du concours organisé par le journal Alemdar (1920). Le poète publiant ses écrits dans des revues telles que Aydınlık, Resimli Ay, Hareket, Resimli Herşey ou Her Ay n'a rien publié pendant ses années de prison. Mais certains de ses poèmes ont été publiés dans les années 1940, dans des revues à tendance sociale, telles que Yeni Edebiyat, Ses, Gün, Yürüyüş, Yığın, Baştan, Barış, sous des noms d'emprunt comme « Ibrahim Sabri » ou « Mazhar Lütfi ». L'Épopée de la guerre d'indépendance a été publiée en feuilleton, dans le journal Havadis à Izmir (1949).
La Revue Yön a édité l'Épopée en 1965 en brisant le cercle dans lequel le poète était enfermé.
Il introduisit avec Orhan Veli la versification libre dans la poésie turque.

## Œuvres

### Poésie
- La petite fille (1956)
- 835 satır (835 lignes) (1929)
- Jokond ile Si-Ya-u  (1929)
- Varan 3 (1930)
- 1+1=1 (1939 - avec Nail V.)
- Sesini Kaybeden Şehir (Ville ayant perdu sa voix) (1931)
- Gece Gelen Telgraf (Le Télégramme qui arrive dans la nuit (1932)
- Benerci Kendini niçin öldürdü (Pourquoi Benerdji s'est-il suicidé ?) (1933) - rééd. Aden Éditions, Bruxelles (2009)
- Taranta Babuya Mektuplar (Lettres à Taranta Babu) (1935)
- Simavna Kadısı Oğlu Şeyh Bedrettin Destanı (Épopée du cheikh Bedrettin, fils du cadi de Simavne) (1936)
- Akrep gibisin kardeşim (Tu es comme le scorpion mon frère) (1947) - Ce poème est traduit en français par Charles Dobzynsky. Il est chanté sous le titre Mon frère par Yves Montand dans son album "7" sorti en 1967 (sur une musique de Philippe Gérard). Yves Montand reprend cette chanson dans son concert à l'Olympia de 1968 (Double album Dans son dernier "One man show" intégral). Ce poème est également chanté par Bernard Lavilliers, dans la même traduction mais sur une musique de Bernard Lavilliers et Romain Humeau, sous le titre Scorpion qui figure dans l'album Baron Samedi sorti en 2013[7].
- La plus belle des mers - mis en musique par Philippe Gérard et créée en 1967 par Yves Montand dans son album "7" (puis chantée dans son concert à l'Olympia de 1968)
- Bulutlar adam öldürmesin (Que les nuages ne tuent pas les Hommes) (1955) - mis en musique et chanté par Julos Beaucarne.
- Kurtuluş Savaşı Destanı (Épopée de la guerre d'indépendance) (1965)
- Saat 21-22 Şiirleri (Poèmes de 21-22H.) (Préparés pour la publication par M. Fuat en 1965)
- Memleketimden İnsan Manzaraları (Paysages Humains de mon Pays) (1966-1967, 5 volumes, publication faite par M. Fuat)
- Rubailer (Quatrains) (1966, publication faite par M. Fuat)
- De quatre prisons (1966, préparé par M. Fuat pour publication)
- Nouveaux Poèmes (1966, préparé Par Dost Yayınevi pour publication)
- Derniers Poèmes (préparé par les Éditions Habora, pour publication).
- Œuvres Complètes (1980, 8 volumes, préparé par A. Bezirci pour publication).
- Le Globe traduit par Charles Dobzynski
- Il neige dans la nuit (et autres poèmes), Gallimard, Poésie, 1999  (ISBN 2-07-032963-1)

### Théâtre
- Bir ölü Evi Yahut Merhumun Hanesi (Un foyer de décès, ou Domicile du défunt) (1932)
- Ceci est un rêve (1934), traduction Noémie Cingöz, l'Espace d'un instant (Paris, 2005)  (ISBN 2-915037-19-1)
- Unutulan Adam (Homme oublié, 1935)
- Kafatas (Crâne, 1943)
- Ferhad et Şirin (1955), traduction Noémie Cingöz, l'Espace d'un instant (Paris, 2005)  (ISBN 2-915037-19-1)
- Ivan Ivanovitch a-t-il existé (en turc, İvan Ivanoviç) (1955), traduction (du russe) Nicole Maupaix, l'Espace d'un instant (Paris, 2005)  (ISBN 2-915037-19-1)
- İnek (Vache, 1965)
- Naïf (1965)
- Sabahat (1966)
- Yusuf et Menofis (1967)

### Romans
- Kan Konuşmaz (Le Sang ne parle pas, 1965)
- Yeşil Elmalar (Pommes vertes, 1965)
- Yaşamak Güzel Şey Be Kardeşim (Vivre est une belle chose [mon ami/mon frère], 1966)
- Nostalgie, 1989

### Récits
- İt Ürür Kervan Yürür (Le chien aboie, la caravane marche, 1936, sous le nom d'emprunt Orhan Selim).
- Fascisme et racisme allemand (1936)
- L'Orgueil national (1935)
- La Démocratie des Soviets (1936).

### Correspondance
- Lettres de Prison à Kemal Tahir (1968)
- Lettres de Prison à Mehmet Fuat (1968)
- Lettres de La Prison de Bursa à Vâ-Nû
- Lettres inconnues de Nâzım (1986, correspondance avec Adalet Cimcoz, préparée par Ş. Kurdakul pour publication)
- Lettres à Piraye (1988)

### Contes
- Contes de la Fontaine (1949, sous le nom d'Ahmet Oğuz Saruha)
- Nuage Amoureux (1967)